# 崔震奉
崔震奉（：／ Coe Jin-bong，1955年1月18日—）是大韓民國的政治人物，第39-40任釜山廣域市中區區廳長。

## 選舉
在第7次全國同時地方選舉中，他以自由韓國黨黨員的身份參加中區區廳長選舉，但被候選人尹鍾瑞擊敗。
但在2019年11月，尹鍾瑞區廳長因違反選舉法被大法院裁定無效，失去區長職務後，2020年舉行了補選，而崔再次挑戰並當選。
2022年第8屆全國及同步地方選舉中獲提名成功連任。